# Les Flots
Les Flots est une émission de télévision québécoise portant sur la plongée sous-marine produite par Saturne 5 et diffusée à partir du 15 septembre 2017 sur TV5 Québec Canada. L'émission a aussi été diffusée sur la chaîne TV5 Monde dans 164 pays et est aussi disponible en vidéo à la demande sur la plateforme numérique ICI TOU.TV(plus disponible). Elle est animée par Pierre-Yves Lord.

## Synopsis
Pierre-Yves Lord explore l'univers des océans et des mers du monde, sous la surface, en compagnie d'artistes invités. Entre leurs plongées où ils découvrent une faune et une flore sous-marine exceptionnelle à chaque endroit visité, ils rencontrent aussi les passionnés qui vivent de la plongée, les cultures et les peuples qui font de chaque destination plongée un endroit unique.

## Destinations
Chaque saison, l'équipe de l'émission explore différents sites de plongée à travers le monde.

### Saison 1
- Martinique
- Mexique
- Maroc
- Canada
- Floride
- Bahamas
- Honduras
- Bali (Indonésie)
- Égypte
- Costa Rica
- Thaïlande
- Panama

### Saison 2
- Belize
- Tunisie
- Baja (Mexique)
- Espagne
- Îles Turques-et-Caïques
- Îles Galápagos
- Québec
- Grèce
- Tahiti (Polynésie française)
- Curaçao

## Invités
- Jason Roy Léveillée
- Valentine Thomas
- Magalie Lépine-Blondeau
- Sarah-Jeanne Labrosse
- Mirianne Brûlé
- Julie Le Breton
- Véronique Claveau
- Pascal Barriault
- Félix-Antoine Tremblay
- Karine Gonthier-Hyndman
- Pier-Luc Funk